# Voga in piedi
La voga in piedi è una disciplina sportiva affiliata alla Federazione Italiana Canottaggio Sedile Fisso (FICSF), nata dalla fusione delle tradizioni remiere dell'Italia centro settentrionale. È una disciplina codificata e affiliata agli enti sportivi nazionali in tempi relativamente recenti (2009). Sono previste competizioni per uomini e donne di tutte le classi d'età. È  ricordata anche da Alessandro Manzoni ne " I Promessi Sposi " , nella fuga di Renzo e Lucia da Lecco , il brano dell'"Addio Monti" .

## Varianti di voga
Afferiscono alla voga in piedi le varianti locali:
- Voga veneta: la disciplina più diffusa, praticata nel veneto orientale e lungo le riviere dei fiumi (Pavia, Cremona, Piacenza), si caratterizza per la vogata di punta e coppia con remo corto e passata molto chiusa sotto la sponda.
- Voga sebino-gardesana: con buon bacino di diffusione presente sui laghi d'Iseo e Garda, è una vogata di punta praticata con l'ausilio di lunghi remi (provincie Verona, Brescia, Bergamo).
- Voga comasca: praticata nelle province di Como,  Varese e Lecco  è una vogata di coppia con remo piuttosto breve e sottile.
- Voga a pertica o stanga: voga in tratti di fiumi e laghi poco profondi, effettuata con una pertica immersa fino a toccare il fondo, la spinta del vogatore sulla pertica fa avanzare la barca. La pertica detta anche [Stanga] è lunga in proporzione alla profondità dell'acqua. Praticata nella valle dell'Arno e a Firenze dai Renaioli.[1]

## Albo
Coppa Italia
2010
- Gruppo Sportivo Clusanina, Iseo (BS)

2011
- Gruppo Vogatori Paratico, Paratico (BS)

Campionati Nazionali
2011
- 2 di punta junior-senior; Caldana Franco-Brusco Devid, soc. Remiera Peschiera (VR)